# Microsoft SharePoint Workspace
Microsoft SharePoint Workspace (anteriormente conocida como Microsoft Office Groove) es una aplicación P2P descontinuada, dirigida a equipos con miembros que se encuentran por lo general off-line o que no comparten la misma seguridad de red.
El producto fue desarrollado originalmente por Groove Networks de Beverly (Massachusetts), hasta la adquisición de Groove Networks por Microsoft, en marzo de 2005.

## Espacios de SharePoint Workspace
El paradigma central SharePoint Workspace es el conjunto de archivos que se comparten, así como algunas ayudas para la colaboración en grupo, que es un workspace (espacio de trabajo) compartido. Un usuario SharePoint Workspace invita a otros miembros SharePoint Workspace después de crear un workspace. Al responder a una invitación de la persona se convierte en miembro activo de ese trabajo y se le envía una copia del Workspace que se instalará en su disco duro.
Todos los datos están cifrados tanto en el disco, como a través de la red; cada Workspace tiene un juego único de claves criptográficas. Los miembros interactúan y colaboran en el Workspace, que es un lugar privado virtual. De ahora en adelante, todos los cambios que se están realizando son seguidos por SharePoint Workspace y de todas las copias se sincronizan a través de la red de forma P2P y de forma casi instantánea.y se aloja en las categorías 1 y 2 (a y b).
Se envían a todos los miembros los cambios introducidos en el Workspace por cualquiera de los usuarios y los documentos se actualizan automáticamente. En caso de que un miembro esté off-line en el momento en que se haga el cambio, los cambios se ponen en cola y se sincronizan para otros miembros del Workspace, pero la copia de este miembro inactivo se actualiza cuando el miembro está de nuevo en línea. El cambio se almacena temporalmente en el servidor, si se utiliza el Servidor de SharePoint Workspace, que se retransmiten cuando el usuario está de nuevo en línea. Se conservan varias copias de los documentos para los editores, cuando más de una persona edita un documento al mismo tiempo, debes aceptar que cambios deseas guardar.
El conjunto básico de las herramientas SharePoint Workspace (incluidos siempre la seguridad, la persistencia de chat, almacenamiento y retransmisión de mensajes, firewall / transparencia NAT, grupos ad hoc, y notificación de cambios) pueden ser personalizados. La funcionalidad subyacente de SharePoint Workspace para difundir y sincronizar su contenido con las copias del workspace de otros miembros depende de "Herramientas", que son mini-aplicaciones.
La funcionalidad de cada espacio en un Workspace es personalizar las herramientas que proporciona SharePoint Workspace (por ejemplo el calendario, el debate, el uso compartido de archivos, outliner, fotos, notas, sketchpad, navegador web, etcétera). Después de que el trabajo es creado por un miembro, la naturaleza de la colaboración P2P es conducida por las herramientas que los miembros usan. El usuario tiene la opción de añadir o eliminar las herramientas. La única plataforma que apoya SharePoint Workspace es Microsoft Windows.
Tiene muchos conceptos de seguridad que son similares a los de Lotus Notes. Donde se ha integrado SharePoint Workspace es en la coordinación entre los organismos de salvamento de emergencia, donde una infraestructura de seguridad no es compartida entre las diferentes organizaciones y que el acceso fuera de línea es importante, y el conocimiento entre los equipos de trabajadores como consultores que necesitan para trabajar con seguridad en los datos de los clientes. El contenido puede ser trabajado hasta entonces transferido a un portal cuando este completo, SharePoint Workspace se usa como un sistema de clasificación por etapas en el desarrollo de documentos. 
SharePoint Workspace 2010 incluye un subsistema de presencia, que sigue la pista a los usuarios en contacto con el “store” que están en línea, y se presenta la información en el launchbar. Si se utiliza un servidor SharePoint Workspace, un usuario se considera que está en línea cuando se conecta al servidor. En ausencia de un servidor se activa el protocolo de la presencia (que viene en las diferentes variantes para LAN y WAN). SharePoint Workspace también permite enviar mensajes instantáneos a los compañeros. Todas las sesiones y la información del usuario está almacenada en SharePoint Workspace el cliente. 
El uso compartido de archivos de trabajo en SharePoint Workspace 2010 sólo está disponible para las versiones de 32 bits de Windows. Microsoft no está planeando sacar una versión para los sistemas operativos de 64 bits hasta la próxima versión de Microsoft Office.

## Data lock-in
SharePoint Workspace no utiliza protocolos de comunicación estándar para el intercambio de datos (por ejemplo, mensajería instantánea, calendario) y no prevé un método de exportación o intercambio de datos en un formato no propietario (excepto entradas individuales, como por ejemplo, posts de debate). 
Por ejemplo, no se puede sincronizar con el calendario de SharePoint Workspace otra aplicación o dispositivo - a excepción de las herramientas de la suite Microsoft Office. Uno debe ser consciente de que todos los datos puestos en los workspaces de SharePoint Workspace están, por tanto, sujetas a un proveedor lock-in.